# Stegopoma giganteum
Stegopoma giganteum är en nässeldjursart som beskrevs av Ramil och Vervoort 1992. Stegopoma giganteum ingår i släktet Stegopoma och familjen Tiarannidae. Inga underarter finns listade i Catalogue of Life.